# PHILOBIBLON – Transylvanian Journal of Multidisciplinary Research in Humanties

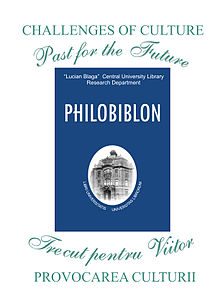
Logo PHILOBIBLON

A PHILOBIBLON – Transylvanian Journal of Multidisciplinary Research in Humanties című folyóiratot a kolozsvári Lucian Blaga Központi Egyetemi Könyvtár adja ki a Kolozsvári Egyetemi Kiadóval való együttműködésben. Ugyan a kiadvány teljes egészében angol nyelven jelenik meg, annak a szerzői – kezdettől fogva – elsősorban az ugyancsak kolozsvári Babeș–Bolyai Tudományegyetem oktatói, akik egyébként román, magyar vagy német nyelven oktattak-kutattak, és akik a folyóirat megalakulása révén egyaránt interkulturális és nemzetközi közlési fórumhoz jutottak.

## A folyóirat története és koncepciója
A kiadvány első kötete 1996-ban jelent meg, terjesztését pedig a könyvtár Nemzetközi Könyvtárközi Csere részlege végzi, eredményes és jól körvonalazott és – száznál több jelentős egyetemi és akadémiai könyvtárra – célzott koncepcióban.
Az évek során a folyóirat alcíme és periodicitása is többször változott. Először Bulletin of the Lucian Blaga Central University Library, azután Journal of the Lucian Blaga Central University Library, míg manapság az alcíme Transylvanian Journal of Multidiciplinary Research in Humanities lett. Nemzetközi azonosító számai pedig ISSN 1224-7448, ISSN online 2247-8442 és ISSN-L 1224-7448.
Kezdettől fogva a Philobiblon jelentős és nemzetközi színvonalú, a román, a magyar illetve, a német (erdélyi) kultúra stb. kérdéseivel foglalkozó szerzőket vonzott magához, mint pl. Adrian Marino, Mircea Zaciu, Aurel Sasu, Jakó Klára, Orbán Gyöngyi, Veress Károly, Dávid Gyula, Gábor Csilla, Lippai Cecília, Rigán Loránd vagy a német ügyekkel foglalkozó Szegedi Editet. Mindezek következtében a folyóirat hamarosan nemzetközivé válik. Elsősorban persze a magyarországi, a felvidéki s az újvidéki egyetemek s kutatóintézetek munkatársait vonja be (pl. Fehér M. Istvánt, Mester Bélát vagy Tóth Tamást), később azonban franciaországi (pl. Paul Ricoeur, Philippe Dujardin stb.) vagy németországi illetve az Egyesült Államokban élő kutatókat is publikál.
„Terjeszkedését” persze Románia más tartományaiban (Bukarest, Jászvásár stb.), valamint a Moldvai Köztársaság területén működő egyetemek oktatóinak és kutatóinak a közlése irányaiba is folytatja. Ez irányban illetve, ebben a – ma talán már rendhagyónak tartható – szellemben a folyóirat román nyelvű antológiákat is kiad. Az első ilyen antológia-kötet már 1998-ban (tehát két évvel a kiadvány beindulása után) megjelent HERMENEUTICA BIBLIOTHECARIA – Antologie Philobiblon címmel. Időközben az antológiák saját „identitásra” valamint szerkezetre tettek szert. Ebben a szellemben és szerkezetben jelent meg már belőlük összesen öt kötet.
Évekig a folyóirat kötetei tematikusak emiatt – terjedelmes, 400-600 oldalnyi példányaiban – nemcsak hagyományos humántudományi tanulmányokat publikált. 2011-ben döntött úgy, hogy immár inkább a „humántudományokra” összpontosít, de nem a hagyományos felfogásban, hanem elsősorban a mai multidiszciplinaritás szinergikus vonzatában. (Pl. „orvosi humaniórák” stb.) Ugyanettől fogva évente ismét két számmal jelenik meg. Amelyek azonban már nem feltétlenül tematikusok.
A kiadvány egyik megkülönböztető – talán egyenesen egyedülálló – jellemvonása, hogy inkább a kidolgozottabb, az analitikusabb-részletesebb, a mélyebbre ásó tanulmányokat kedveli amelyeknek ezért a terjedelme is nagyobb. Nem ritkák tehát az akár 50 oldalnyi tanulmányok sem.
Másik megkülönböztető sajátossága a folyóiratnak, hogy a tanulmányokhoz olyan hiteles és színes művészi illusztrációkat társit amelyek mindegy egymást mélyítik el, világítják meg.
Úgyhogy a kiadványnak tekintélyes nemzetközi szerkesztői és jóváhagyó bizottsága van, a beküldött írások véleményezése pedig kettős vak rendszerben történik. A Bizottságnak persze számos országosan és nemzetközileg elismert magyar tagja is van, hiszen a folyóirat a lehető legtermészetesebb módon és állandó jelleggel publikál a magyar műveltségre, gondolkodásra, tudományra, történelemre stb. vonatkozó elemzéseket.
A folyóiratot – elektronikus formátumban – jó ideje több világhírű nemzetközi adatbázis terjeszti teljes szöveggel. Ilyen elsősorban az EBSCO Publishing Co. által készített és forgalmazott Academic Search Complete – 2005-től és a Library, Information Science & Technology Abstracts with Full Text. Itt az egész gyűjtemény – tehát 1996-tól kezdődően – fellelhető. Újabban a kiadványt a ProQuest Research Library Database,-a de a Scopus is forgalmazza.
Közben persze a PHILOBIBLON nyomtatva is megjelenik és terjesztődik – többek között a legjelentősebb magyarországi könyvtárakkal való cserekapcsolatokban.
A folyóirat a világ legjelentősebb könyvtárközi katalógusában – a WorldCat-ban – több mint 290 nagy egyetemi, akadémiai vagy nemzeti könyvtárban fellelhető.
Kezdettől fogva a kiadvány főszerkesztője Király (V.) István filozófus, a kolozsvári Babeş-Bolyai Tudományegyetem Filozófiai Intézetének az oktatója.